# Harald Döring
Harald Döring (* 29. Mai 1941 in Neudorf in Pommern; † 21. Dezember 1997 in Halberstadt) war ein deutscher Maler und Grafiker.

## Leben
Die Familie Dörings kam 1946 als Aussiedler nach Löderburg. Dort besuchte Döring von 1947 bis 1955 die Grundschule. Von 1955 bis 1958 absolvierte er eine Lehre als Saatzüchter. Von 1959 bis 1961 besuchte er die Arbeiter-und-Bauern-Fakultät in Rostock, und von 1961 bis 1965 studierte er bei Wolfgang Frankenstein und Konrad Homberg am Institut für Kunsterziehung der Ernst-Moritz-Arndt-Universität Greifswald. Dort hatte er 1964 seine erste Einzelausstellung. Mit Unterstützung durch Fritz Cremer und Willi Sitte wechselte er 1965 an die Hochschule für Industrielle Formgestaltung Halle Burg Giebichenstein, wo er bis 1969 bei Lothar Zitzmann und Willi Sitte Malerei studierte. Sein Schaffen wurde insbesondere von Sitte und Ronald Paris beeinflusst. Von 1969 bis 1971 arbeitete Döring freischaffend als Maler in Halle, vor allem im Porträtfach. Dabei beschäftigte er sich auch mit den Werken des irischen Malers Francis Bacon, was sich in seinen Arbeiten widerspiegelte. In dieser Zeit entstanden als Auftragsarbeiten von Betrieben der Chemieindustrie in Buna/Leuna einige wichtige Werke.
Von 1971 bis 1974 war Döring Meisterschüler von Walter Womacka an der Akademie der Künste der DDR. Danach arbeitete er freischaffend in Halle und ab 1975 vor allem in Langenstein. Bei einem Studienaufenthalt in der Sowjetunion 1972/73 beschäftigte er sich u. a. in Museen in Moskau und Leningrad intensiv mit den Werken Édouard Manets und Claude Monets.

## Rezeption
„Döring gehörte mit seiner ganz eigenen Sicht auf die Wirklichkeit zu den aussichtsreichsten Künstlern der 70er und 80er Jahre. Mit Erfolg wurden seine Stillleben, Landschaften, Porträts und Gruppenbilder im nationalen Rahmen, aber auch international mit Erfolg gezeigt und besonders geehrt. Sie sind auch heute noch aktuelle Zeugnisse künstlerischer Auseinandersetzung mit Spannungsfeldern im persönlichen und gesellschaftlichen Umfeld.“

## Fotografische Darstellung Dörings
- Barbara Morgenstern: Harald Döring (1970)[3]

## Öffentliche Sammlungen mit Werken Dörings (unvollständig)
- Kunstsammlung des Landes Sachsen-Anhalt
- Zeitz: Museum Schloss Moritzburg[4]

## Werke (Auswahl)
- Porträt eines Wissenschaftlers (1970, Öl; auf der VII. Kunstausstellung der DDR)[5]
- Der Maler (Selbstbildnis) (1972, Öl/Hartfaser, 110 × 122 cm)[6]
- Briefe (1973, Öl/Leinwand, 70 × 100 cm)[7]
- Zum Problem Eltern (1973/1974, Öl/Hartfaser, 103 × 170 cm)[6]
- Parklandschaft Langenstein (1974/1975, Öl)[8]
- Bildnis der Familie Grumbach vor Landschaftskulisse Langenstein (1976, Öl; auf der VIII. Kunstausstellung der DDR)[9]
- . . . Döring (1980, Öl;  auf der IX. Kunstausstellung der DDR)[10]
- Stillleben (Öl)[11]

## Ausstellungen (unvollständig)

### Personalausstellungen
- 1979 Halle, Staatliche Galerie Moritzburg
- 1986: Halle/Saale, Staatliche Galerie Moritzburg und Galerie Roter Turm, und Schwerin, Staatliches Museum Schwerin
- postum 2020 Halle, Kunststiftung Sachsen-Anhalt

### Beteiligung an Ausstellungen
- 1969, 1974, 1979 und 1984: Halle/Saale, Bezirkskunstausstellungen
- 1972/1973, 1977/1978 und 1982/1983: Dresden, VII. bis IX. Kunstausstellung der DDR
- 1974/1975 und 1976: Frankfurt/Oder, Galerie Junge Kunst (Junge Künstler der DDR)
- 1975: Berlin, Altes Museum („In Freundschaft verbunden“)
- 1976: Leipzig, Galerie am Sachsenplatz („Ausgewählte Handzeichnungen von Künstlern der DDR“)
- 1976: Stockholm, Galerie Kulturhuset („Konst från DDR“)
- 1979/1980: Hannover, Kunstverein Hannover („Kunst aus der DDR. Bezirk Halle.“)
- 1979: Berlin, Altes Museum („Weggefährden – Zeitgenossen. Bildende Kunst aus 3 Jahrzehnten “)
- 1981: Dresden, Ausstellungszentrum am Fučík-Platz („25 Jahre NVA“)
- postum 2015: Halle/Saale, Kunstverein Talstraße („50 von 100. Wege des BURG-Jahrgangs 1965“)